# Jouy-en-Josas

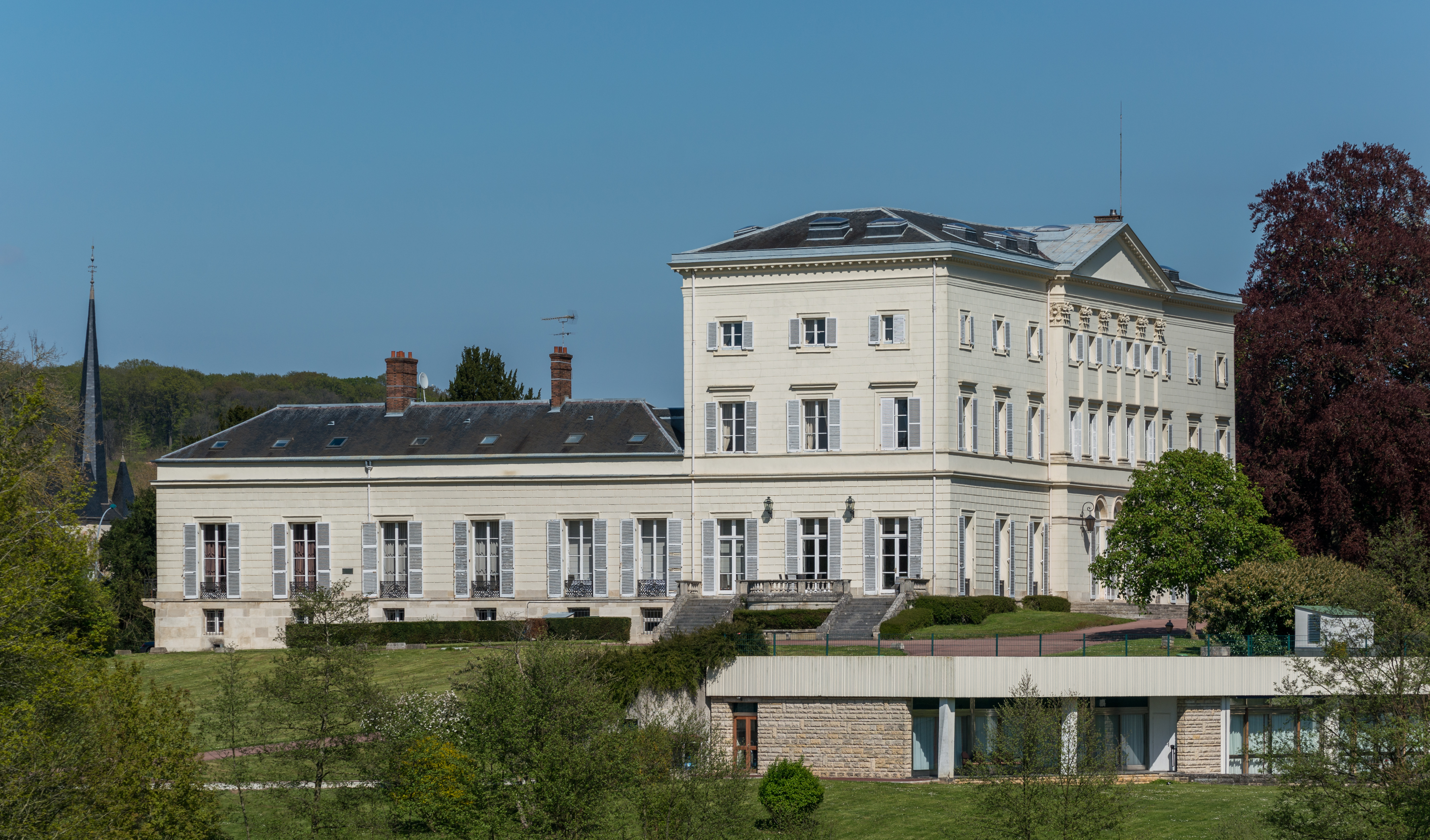
Castillo de Jouy, ahora propiedad de HEC Paris.

 Jouy-en-Josas  es una población y comuna francesa, en la región de Isla de Francia, departamento de Yvelines, en el distrito de Versailles y cantón de Versailles-Sud.
La ciudad es conocida por albergar el campus principal de HEC Paris desde 1964.

## Demografía
| 1 716                     | 1 673 | 1 833 | 1 350 | 1 244 | 1 338 | 1 415 | 1 127 | 1 136 | 1 226 | 1 384 | 1 387 | 1 322 | 1 463 | 1 316 | 1 360 | 1 358 | 1 485 | 1 513 | 1 410 | 1 387 | 1 541 | 1 669 | 2 029 | 2 246 | 2 538 | 3 321 | 4 143 | 5 477 | 7 221 | 7 664 | 7 687 | 7 946 | 8 081 |
| (Fuente: Cassini e INSEE) |       |       |       |       |       |       |       |       |       |       |       |       |       |       |       |       |       |       |       |       |       |       |       |       |       |       |       |       |       |       |       |       |       |

## Educación
- Escuela de Estudios Superiores de Comercio[7]